# Ząbkowiec kulistozarodnikowy

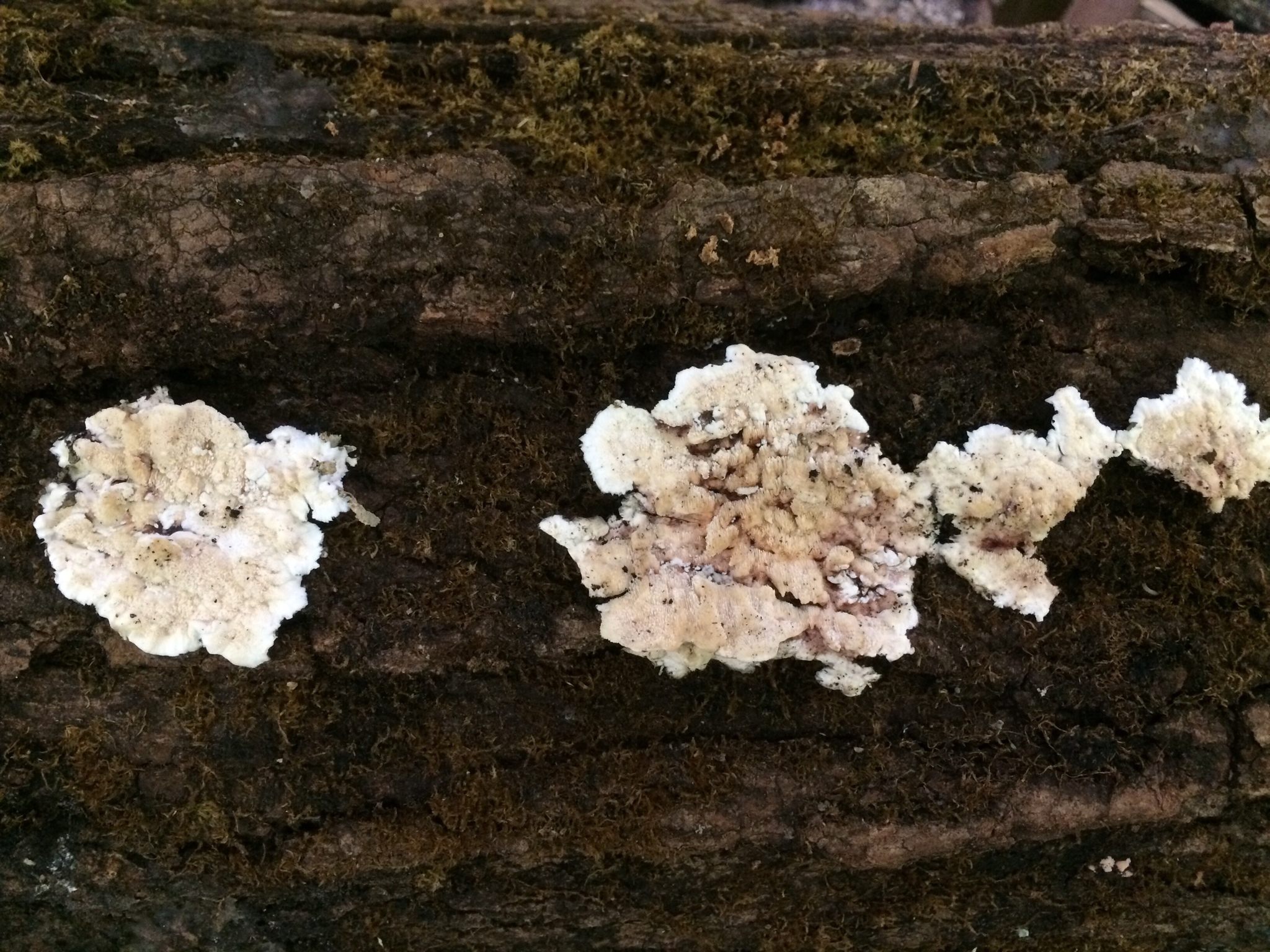

Ząbkowiec kulistozarodnikowy, porokolczak kulistozarodnikowy (Steccherinum bourdotii Saliba & A. David) – gatunek grzybów należący do rodziny ząbkowcowatych (Steccherinaceae).

## Systematyka i nazewnictwo
Pozycja w klasyfikacji według Index Fungorum: Steccherinum, Steccherinaceae, Polyporales, Incertae sedis, Agaricomycetes, Agaricomycotina, Basidiomycota, Fungi.
Po raz pierwszy takson ten opisali w 1788 r. J. Saliba i Alix David. Synonim: Irpex bourdotii (Saliba & A. David) Kotir. & Saaren. 2002.
Władysław Wojewoda w 2003 r. zarekomendował polską nazwę dla synonimu Irpex bourdotii. Jest niespójna z aktualną nazwą naukową. Franciszek Błoński w 1889 r. podał dla rodzaju Steccherinum nazwę ząbkowiec, używana jest także w późniejszych opracowaniach mykologicznych

## Morfologia
Owocnik
Grzyb kortycjoidalny o owocniku rozpostartym lub rozpostarto-odgiętym. Górna, sterylna powierzchnia biała z kolczastym hymenoforem ze stożkowymi kolcami o długości 2–2,5 mm i barwie od kremowej do bladoochrowej. Brzeg ostry, białawy.
Cechy mikroskopowe
System strzępkowy dimityczny, strzępki generatywne ze sprzążkami, cienkościenne, rozgałęzione, o szerokości 3–4 µm, strzępki szkieletowe grubościenne, o szerokości 2,5–3 µm, rzadko rozgałęzione. W kolcach liczne, silnie inkrustowane pseudocystydy o tępych wierzchołkach, część inkrustowana o wymiarach 40–60 × 6–8 µm. Podstawki maczugowate, lekko faliste, 14–20 × 4–5 µm, z 4 sterygmamii i sprzążką u podstawy. Bazydiospory prawie kuliste do elipsoidalnych, 3–4,5(–5) × 4,5–5,5 µm, gładkie, cienkościenne, niecyjanofilne.

## Występowanie i siedlisko
Występuje na wszystkich kontynentach oprócz Antarktydy i Australii. W Polsce podano liczne jego stanowiska. Aktualne stanowiska podaje także internetowy atlas grzybów. Znajduje się w nim na liście gatunków zagrożonych i wartych objęcia ochroną.
Nadrzewny grzyb saprotroficzny. Występuje na martwym drewnie, głównie drzew liściastych.